# Johnny Hallyday Live Toulouse 12 octobre 1965
 (avril 2025).
Si vous disposez d'ouvrages ou d'articles de référence ou si vous connaissez des sites web de qualité traitant du thème abordé ici, merci de compléter l'article en donnant les références utiles à sa vérifiabilité et en les liant à la section « Notes et références ».
Lives par Johnny Hallyday
Johnny Hallyday Live Toulouse 12 octobre 1965 est un album enregistré en public de Johnny Hallyday, publié à titre posthume le 30 juin 2023. L'enregistrement est, à l'époque, radiodiffusé en direct sur Europe 1, pourl'émission Musicorama. La restauration de l'archive a rendu possible la réalisation du disque, dans le cadre de la collection Johnny archives live, dont il est le troisième volume.

## Autour du disque
Références originales et supports :
- Double 33 tours Europe 1 - Panthéon - Mercury Universal 5524344, édition limitée et numérotée.
- CD Europe 1 - Panthéon - Mercury Universal 5524342

## Titres
Les quinze pistes de cet album sont :
| 1.  | Mais je reviens (I'm The Lonely One)                    | Daniel Hortis (adaptation)              | Gordon Mills (en)                       |  |
| 2.  | Pour moi tu es la seule (Sweet Lovin Mama)              | Ralph Bernet (adaptation)               | Johnny Watson                           |  |
| 3.  | Quand revient la nuit (Mr. Lonely)                      | Georges Aber (adaptation)               | Bobby Vinton - Gene Allan               |  |
| 4.  | Un ami ça n'a pas de prix                               | Georges Aber                            | Larry Gréco                             |  |
| 5.  | Frankie et Johnny (Frankie and Johnny)                  | Manou Roblin (adaptation)               | R. Blackwell, G. Marascalco             |  |
| 6.  | Mes yeux sont fous (I Must Be Seeing Things)            | Gilles Thibaut (adaptation)             | Alan Al Kooper, Bob Brass, Irvin Levine |  |
| 7.  | Rien que huit jours (Forty Days)                        | Manou Roblins (adaptation)              | Chuck Berry                             |  |
| 8.  | Le pénitencier (The House of the Rising Sun)            | Vline Buggy, Hugues Aufray (adaptation) | Alan Price                              |  |
| 9.  | One more time, encore une fois                          | Manou Roblin                            | Eddie Vartan, Johnny Hallyday           |  |
| 10. | Money (That's What I Want) (présentation du groupe sur) |                                         |                                         |  |
| 11. | Money (That's What I Want)                              | Berry Gordy, Janie Bradford (en)        | Berry Gordy, Janie Bradford (en)        |  |
| 12. | Ça fait mal (It Hurts Me (en))                          | Georges Aber (adaptation)               | Joy Byers (en), Charlie E. Daniels      |  |
| 13. | reviens donc chez nous ((Bring it on home to me))       | Georges Aber (adaptation)               | Sam Cooke                               |  |
| 14. | Les monts près du ciel (Mountain of Love (en))          | Hubert Wayaffe (adaptation)             | Harold Dorman (en)                      |  |
| 15. | Johnny reviens ! (Johnny B. Goode)                      | Manou Roblins (adaptation)              | Chuck Berry                             |  |

## Musiciens
- Richard Middleton guitare
- Johnny Taylor guitare rythmique
- Peter Hollis basse
- Andy Steel batterie
- Raymond Donnez claviers
- Jean Tosan saxophone
- Gérard Pisani saxophone